# Alan Khougaïev
Alan Khougaïev (en ossète, Хуыгаты Анатолийы фырт Алан) est un lutteur russe né le 27 avril 1989 à Ordjonikidze.

## Palmarès

### Jeux olympiques
- Jeux olympiques d'été de 2012 à Londres :
  -  médaille d'or en moins de 84 kg